# 螺旋沼泽保护区
螺旋沼泽保护区（Corkscrew Swamp Sanctuary）是位于美国佛罗里达州西南部那不勒斯北部、博尼塔温泉东部的一個奥杜邦学会保护区。建立该保护区的目的是为了保护北美最大的落羽杉和落羽松属植物，使其免受人類采伐。